# Rosie Koch
Rosie Koch (* 20. September 1970 in Balingen) ist eine deutsche Regisseurin, Drehbuchautorin und Filmproduzentin.

## Leben
Nach dem Abitur studierte sie Biologie in Mainz, Jena und Tübingen. Während ihres Studiums vertiefte sie ihr Wissen im Bereich der Biologie und entwickelte eine Leidenschaft für die Erforschung und Dokumentation der Tierwelt.
In St. Louis, USA schrieb sie ihre Doktorarbeit über Nacktmulle in Kenia. Während dieser Zeit erstellte sie mehrere Tierkurzdokumentationen in Eigenregie, einige davon wurden sogar mit Preisen ausgezeichnet. 
Nach der Promotion fand sie eine 3-jährige Anstellung bei der Marco-Polo-Film AG in Heidelberg. Dort arbeitete sie als Rechercheurin und Regisseurin.
Im Jahr 2009 wagte Rosie Koch den Schritt in die Selbstständigkeit und gründete ihre eigene Naturfilmproduktion, Nona Naturedocx. Meist arbeitet sie mit ihrem Partner, dem Regisseur und Kameramann Roland Gockel.

## Werke (Auswahl)
- Nashörner – mit Herz und Horn  (NDR, arte, ORF Universum, NHK, 2022),
- Stadt Land Fuchs (NDR, rbb, arte 2019),
- Die Insel der Pinguine (NDR, ORF 2015),
- Wächter der Wale bzw. Wa(h)lheimat  für den BR und NDR Länder Menschen Abenteuer, * 360° GEO Reportage Creekwalker – Der Lachszähler von Kanada (Arte 2017)

## Auszeichnungen
- Dormouse Detectives die internationale Version der “SOKO Gartenschläfer” ist für die European Film Awards 2025 nominiert.
- Gewinner des Deutschen Wildlife Filmpreis Naturvision Film Festival 2023 für "Nashörner – mit Herz und Horn"
- Bester Wissenschaftsfilm 2023 beim Green Screen Festival für "SOKO Gartenschläfer"
- Publikumspreis 2023 beim Green Screen Festival für Nashörner –  mit Herz und Horn
- Publikumspreis 2020 beim Green Screen Festival für Stadt, Land, Fuchs